# Breno (plaats)
Breno is een gemeente in de Italiaanse provincie Brescia (regio Lombardije) en telt 4639 inwoners (stand 1-1-2023). De oppervlakte bedraagt 58,8 km², de bevolkingsdichtheid is 78,9 inwoners per km².

## Demografie
Breno telt 4639 inwoners en daalde in de periode 1991-2023 met 12,04% volgens cijfers uit de tienjaarlijkse volkstellingen van ISTAT.
| Jaar | Inwoners |
| ---- | -------- |
| 1991 | 5274     |
| 2001 | 4962     |
| 2004 | 4951     |
| 2023 | 4639     |

## Geografie
De gemeente ligt op ongeveer 343 m boven zeeniveau.
Breno grenst aan de volgende gemeenten: Bagolino, Bienno, Braone, Ceto, Cividate Camuno, Condino (TN), Daone (TN), Losine, Malegno, Niardo, Prestine.